# Talabıqışlaq
Talabıqışlaq är en ort i Azerbajdzjan.   Den ligger i distriktet Quba Rayonu, i den nordöstra delen av landet, 140 km nordväst om huvudstaden Baku. Talabıqışlaq ligger 330 meter över havet och antalet invånare är 1 624.
Terrängen runt Talabıqışlaq är kuperad söderut, men norrut är den platt. Runt Talabıqışlaq är det ganska glesbefolkat, med 48 invånare per kvadratkilometer.. Närmaste större samhälle är Xaçmaz, 17,9 km norr om Talabıqışlaq. 
Trakten runt Talabıqışlaq består till största delen av jordbruksmark.